# DR-Baureihe E 11
Die Baureihe E 11 (ab 1970: 211, ab 1992 109) war die erste nach dem Zweiten Weltkrieg neuentwickelte Bauart von elektrischen Lokomotiven der Deutschen Reichsbahn auf dem Gebiet der DDR.

## Geschichte
Die Deutsche Reichsbahn (DR) beschaffte die vom Lokomotivbau Elektrotechnische Werke „Hans Beimler“ Hennigsdorf entwickelten Loks nach Erprobung von zwei 1961 ausgelieferten Prototypen (E 11 001 und 002) in großen Stückzahlen ab 1962, nachdem ein zunächst geplanter Lizenzbau der DB-Baureihen E 10 und E 40 nicht zustande kam. Die Baureihenbezeichnung E 11 wurde von der DR gewählt, damit es keine Überschneidung mit der vorhandenen DB-Baureihe E 10 gab.
Die beiden Prototypen E 11 001 und E 11 002 wurden im Januar 1961 an die Deutsche Reichsbahn geliefert. Im Mai 1962 wurde die erste Serie in Auftrag gegeben. Die E 11 003 bis 042 wurden ab Dezember 1962 ausgeliefert. Da die Entwicklung einer neueren Elektrolokomotive gestoppt worden war, wurde eine zweite Serie in Auftrag gegeben, die von 1970 bis 1977 ausgeliefert wurde. Insgesamt wurden 95 Exemplare dieser Bo’Bo’-Maschinen für den Personenverkehr und den Güterverkehr gebaut, die E 11 096 wurde im Januar 1977 fertiggestellt. Der Einsatz der Fahrzeuge fand im Schnellzugdienst auf den neu elektrifizierten Strecken der DR statt. Ihre ersten Heimat-Bahnbetriebswerke waren Leipzig, Halle, Weißenfels und Erfurt sowie für kurze Zeit Bitterfeld und Zwickau. Während der Bauzeit gab es zahlreiche Bauartänderungen, von denen einige das Aussehen stark veränderten. Die Baumuster E 11 001 und 002 fielen durch vier doppelte waagerechte Lüftergitter pro Seite auf, ab der E 11 003 waren die Lüftergitter senkrecht angeordnet. Ab der 211 043 änderte sich durch die lange Lieferpause, in der nur Maschinen der Baureihe E 42 / 242 gebaut wurden, das Äußere grundlegend. Die Sicken im Hauptrahmen und die Schürzen unter den Kopfstücken entfielen, statt der vier doppelten Lüftergitter pro Seite gab es sechs einfache. Ab der 211 057 waren die Lokomotiven mit austauschbaren Pufferträgern und Einheitszugkästen auf den Einbau von automatischen Mittelpufferkupplungen vorbereitet, wodurch sich die Länge über Puffer etwas vergrößerte. Zu Anfang wurden die Lokomotiven im klassischen DR-Ellok-Anstrich mit dunkelgrünem Wagenkasten, schwarzem Hauptrahmen und roten Drehgestellen lackiert, nach einigen Anstrichversuchen Anfang der 1970er Jahre führte man den weinroten Lack ohne abgesetzten Rahmen, aber mit Zierstrich in elfenbein und grauen Drehgestellen ein. Sämtliche Änderungen betrafen etwa zeitgleich auch die Lokomotiven der Baureihe 242.
Mit einer Höchstgeschwindigkeit von 120 km/h bei einer Anhängelast von 600 Tonnen (in der Ebene) genügten die 82,5 Tonnen schweren 211er den Anforderungen des Eisenbahntransports in der DDR zur Bauzeit voll und ganz. Sie konnten aber auch
- 565-Tonnen-Schnellzüge über 5 Promille mit 120 km/h,
- 590-Tonnen-Schnellzüge über 10 Promille mit 100 km/h und
- 1700-Tonnen-Güterzüge in der Ebene mit 80 km/h befördern.

Die für den Personenzug- und Güterverkehr bestimmte Schwesterbauart der E 11 war die Baureihe E 42 mit anderer Fahrmotorübersetzung für nur 100 km/h bei höherer Zugkraft und darauf angepasster Bremsanlage.
1985/86 wurden die Lokomotiven 242 180, 188, 194 und 196 in die Baureihe 211 umgebaut, später aber wieder zurückgebaut.
Die für die Rübelandbahn gebauten sechsachsigen Maschinen der Baureihe E 251 ähneln den E 11 und E 42 zwar äußerlich, unterscheiden sich aber mit einem längeren Wagenkasten, dreiachsigen Drehgestellen mit blattgefederten Radsätzen, der Achsformel Co’Co’ und der Anpassung an die Stromversorgung mit 25 kV bei 50 Hz (statt 15 kV bei 16 2⁄3 Hz) technisch deutlich.

## Konstruktive Merkmale

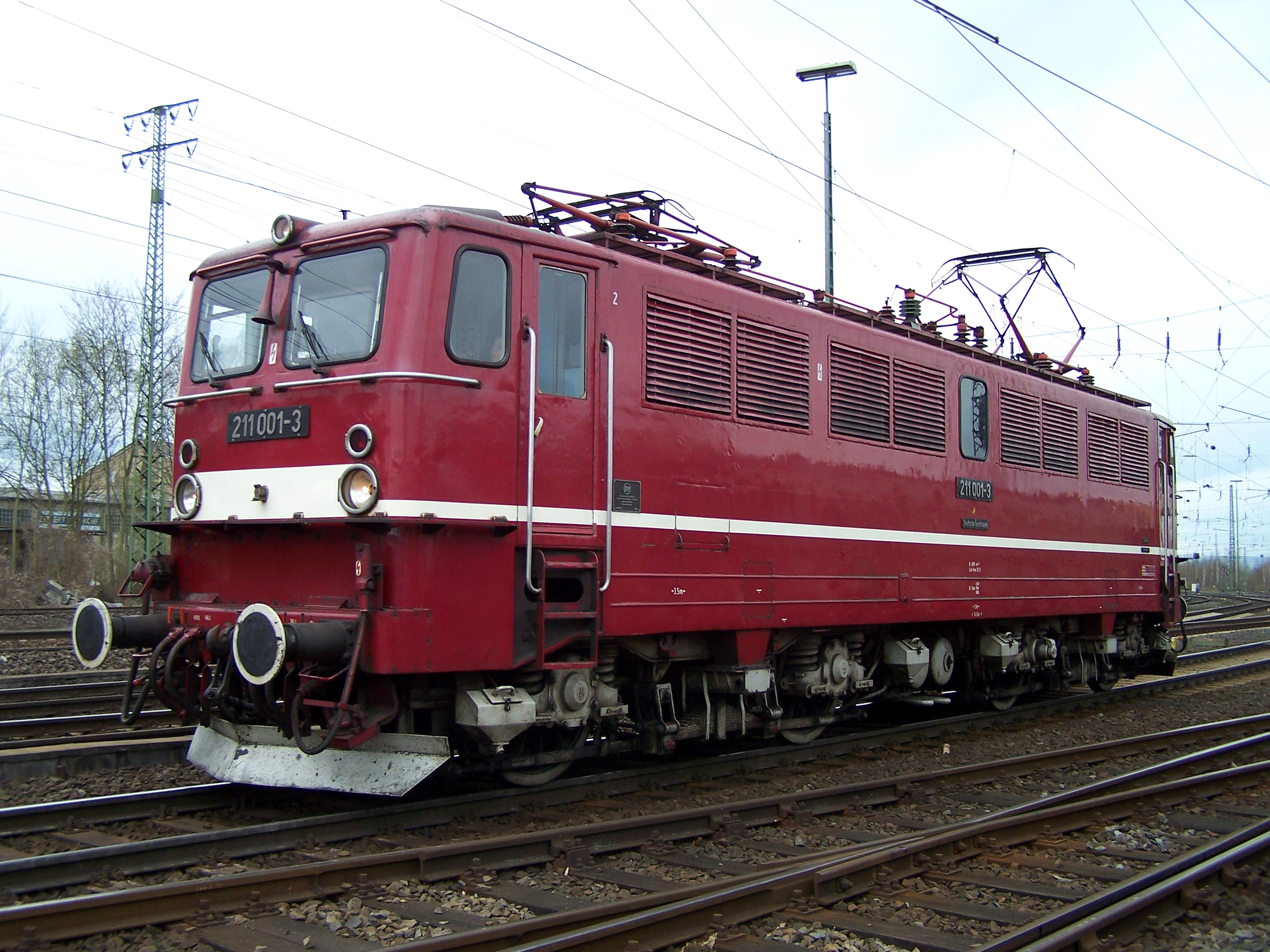
Museumslok 211 001 bei einer Fahrzeugparade des DB Museums in Koblenz-Lützel

### Mechanischer Teil
Der Rahmen der Drehgestelle ist eine Schweißkonstruktion aus kastenförmigen Stahlblech-Hohlträgern. Am Drehzapfenträger sind die Fahrmotoren aufgehängt. Der Umbau auf vollabgefederten LEW-Kegelringfederantrieb war vorgesehen, wurde jedoch nur an einer Maschine erprobt. So erhielten die Lokomotiven einen Tatzlagerantrieb mit gefedertem Großrad. Die Drehgestelle sind durch eine spezielle Kupplung miteinander verbunden. Der Hauptrahmen ist eine Schweißkonstruktion und ist als Brückenrahmen ausgeführt. Die Bodenbleche für die Führerstände und den Maschinenraum sind als tragende Teile in die Konstruktion einbezogen. Der Lokkasten ist eine selbsttragende Stahlkonstruktion in Leichtbauweise und mit dem Hauptrahmen verschweißt. Die Drehgestelle entstanden unter Lizenz von Škoda (siehe Škoda 12E), die Konstruktion basiert ihrerseits auf einer Lizenz von SLM Winterthur. An der typischen Konstruktion mit Primärschraubenfederung und den längsliegenden Wiegenblattfedern ist das auch äußerlich erkennbar. Die Achslager sind Rollenlager, die Tatzlager der Fahrmotoren dagegen Gleitlager. Die Bremseinrichtung besteht aus einer einlösigen Druckluftbremse mit Zusatzbremse (K-GPR mZ, alte Bezeichnung Kssbr m.Z.) und einer Spindelhandbremse.

### Elektrischer Teil
Die Scherenstromabnehmer RBS 58 waren Neukonstruktionen und besitzen Doppelschleifstücke. Dieser Stromabnehmertyp fand auch bei den von der Deutschen Reichsbahn betriebenen Altbau-Elektrolokomotiven der Baureihen E 04, E 44 und E 94 Verwendung. Der Hauptschalter ist ein Druckgasschalter mit einer Abschaltleistung von 200 MVA. Der Haupttransformator ist ein fremdbelüfteter Manteltransformator mit Scheibenwicklung in Sparschaltung. Für den Motorstromkreis hat er 15 Anzapfungen, für die Zugheizung zwei und für die Hilfsbetriebe eine Anzapfung. Das Nockenschaltwerk hat 14 Fahrstufen und verfügt über ein Stufenschaltwerk zur feinstufigen Spannungsänderung zwischen den Fahrstufen. Die Fahrmotoren sind als fremdbelüftete zwölfpolige Wechselstrom-Reihenschlussmotoren mit Wendepol- und Kompensationswicklung ausgeführt.
Die Maschinen waren ursprünglich mit einer 34-poligen Vielfach- und Wendezugsteuerung ausgerüstet. Die Kupplungsdosen für die Vielfachsteuerung befanden sich mittig in den Stirnwänden zwischen den Spitzenlichtern, die diagonal angeordneten Kabel mit Steckern und Kupplungsdosen für die Wendezugsteuerung unter den Puffern. Ab der 1970 abgelieferten 211 043 entfiel die Wendezugsteuerung, ab der 211 057 auch die Vielfachsteuerung. Wegen gestiegener Zuglasten und um Maschinen der Baureihe 243 für den Reisezugdienst freizubekommen, wurden in den 1980er Jahren acht Lokomotiven erneut mit Vielfachsteuerung ausgerüstet, in die Unterbaureihe 211.8 umbezeichnet und auch paarweise eingesetzt.
Die Lokomotiven sind mit einer Speisung für die elektrische Zugheizung ausgerüstet, die Heizspannung war zur Anpassung an die Außentemperaturen zwischen 800 und 1000 V umschaltbar. Die Stellung 800 V wurde jedoch nach wenigen Jahren nicht mehr genutzt und später ausgebaut. 
Für die Ausrüstung mit Fahrzeugmagneten der Punktförmigen Zugbeeinflussung mussten die Luftbehälter zwischen den Drehgestellen seitlich verschoben werden.

## Verbleib

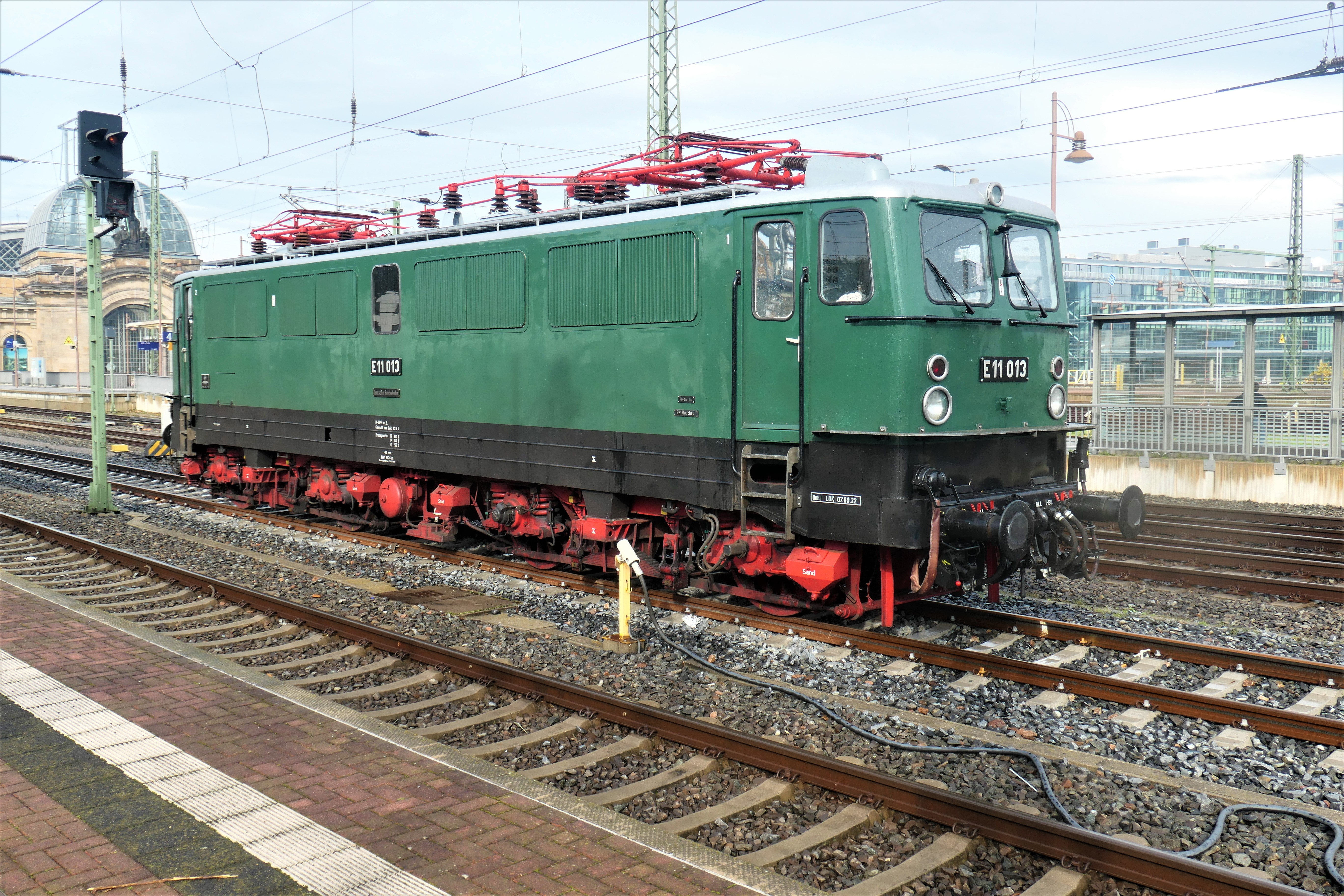
Die erhaltene 211 013 in Dresden Hauptbahnhof (2022)

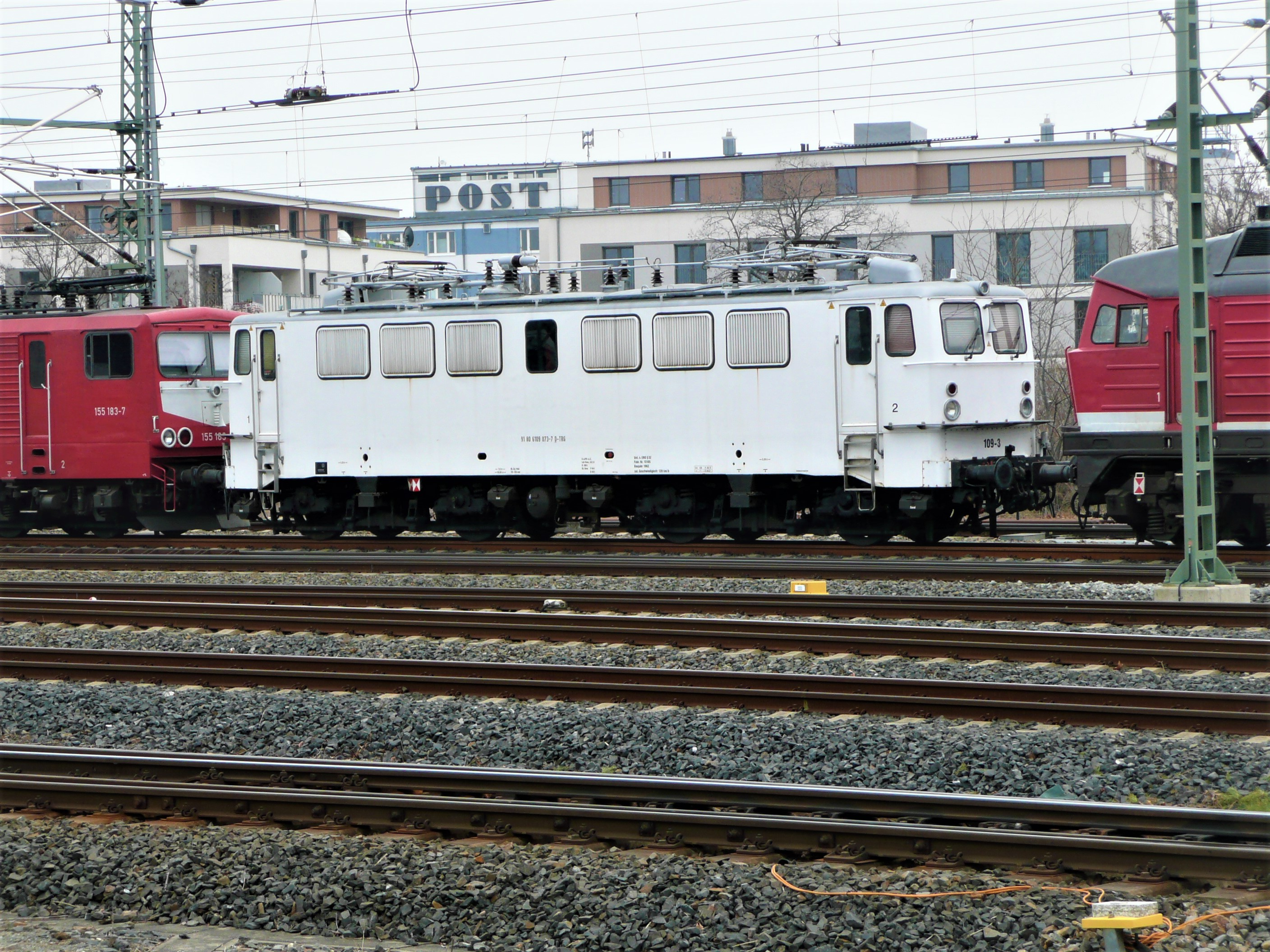
109 073 von TRG abgestellt 2021 im Bahnhof Dresden-Neustadt

Die Lokomotive E 11 004 wurde bei einem Auffahrunfall im Bahnhof Großkorbetha am 29. August 1969 schwer beschädigt. Der Hersteller LEW Hennigsdorf baute sie mit einem der laufenden Serie entnommenen Lokkasten unter Verwendung von nutzbaren Teilen neu auf. Bei ihrer Wiederindienststellung erhielt sie die neue Betriebsnummer 211 056, weil sie dem ursprünglichen Bau- und Lieferzustand nicht mehr entsprach.
Zwischen 1987 und 1991 wurden 23 Lokomotiven zur Deckung des Bedarfs im Güterverkehr in die Baureihe 242 umgebaut, von der sie sich konstruktiv nur durch die Fahrmotorübersetzung und das Fehlen der Bremsstellung R unterschied. Diese Lokomotiven erhielten unter Beibehaltung der beiden letzten Stellen 300er Ordnungsnummern.
Am 1. Januar 1991 besaß die DR noch 69 Exemplare. Zu diesem Zeitpunkt waren sie schon weitestgehend von den moderneren Loks der Baureihe 243 der DR in weniger anspruchsvolle Dienste verdrängt worden.
Zur Deutschen Bahn AG (DB AG) kamen noch einige Loks, die nunmehr als Baureihe 109 bezeichnet wurden; 1998 wurden die letzten vier Loks von der DB AG beim Betriebswerk Halle P ausgemustert. Die E 11 001 (211 001) befindet sich im DB Museum Halle (Saale).
Im Jahr 2010 fuhren einige Lokomotiven dieser Baureihe für deutsche Privatbahnen, beispielsweise die 109 084 (als 109-1), 109 013 (als 109-2) und 109 073 (als 109-3) für die Georg Verkehrsorganisation (GVG) mit Nachtzügen zwischen Berlin und Sassnitz (Königslinie) und 109 028 und 109 030 im Güterverkehr für die Eisenbahngesellschaft Potsdam (EGP). Die E 11 013 ist heute mustergültig in Originallackierung bei der IG 58 3047 erhalten.